# Ommastrèfids
Els ommastrèfids (Ommastrephidae) són una família de mol·luscs cefalòpodes de l'ordre Oegopsida. Té una distribució cosmopolita i són pescats de manera intensiva. Una de les seves espècies, Todarodes pacificus, representa al voltant del 50% de tots els cefalòpodes capturats anualment.

## Taxonomia

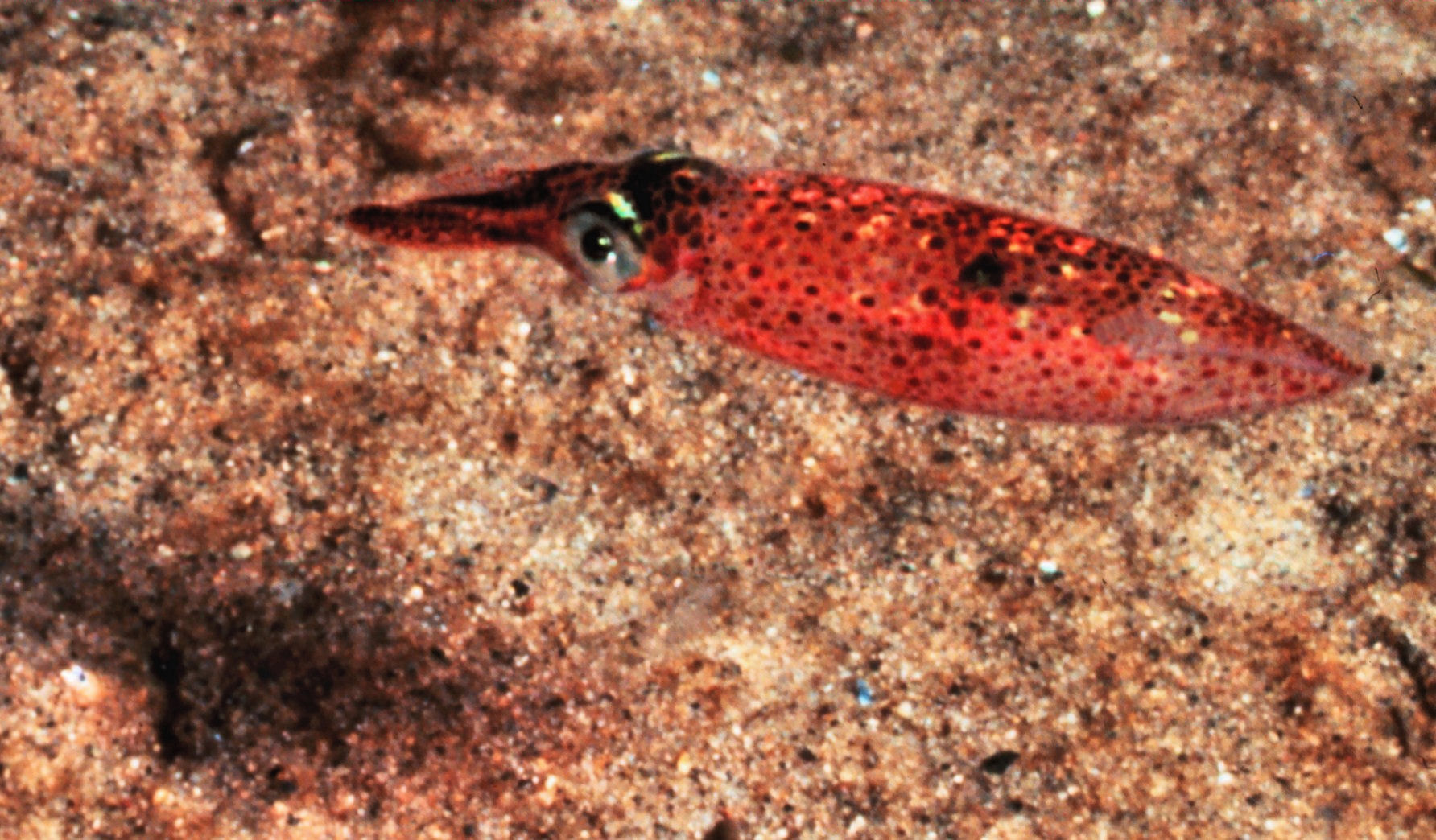
Illex illecebrosus

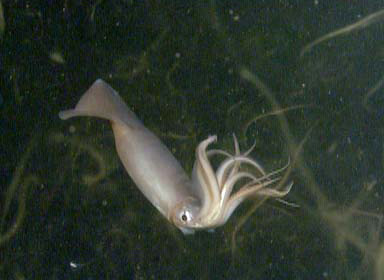
Dosidicus gigas)

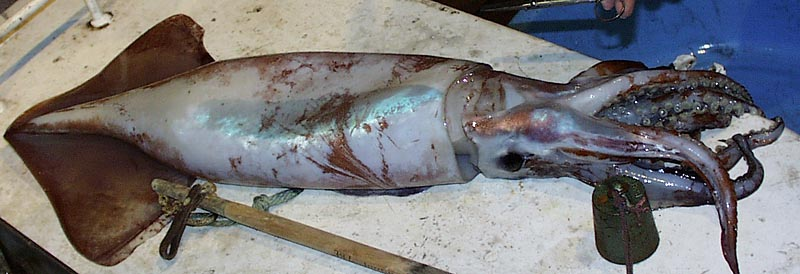
Ommastrephes bartramii

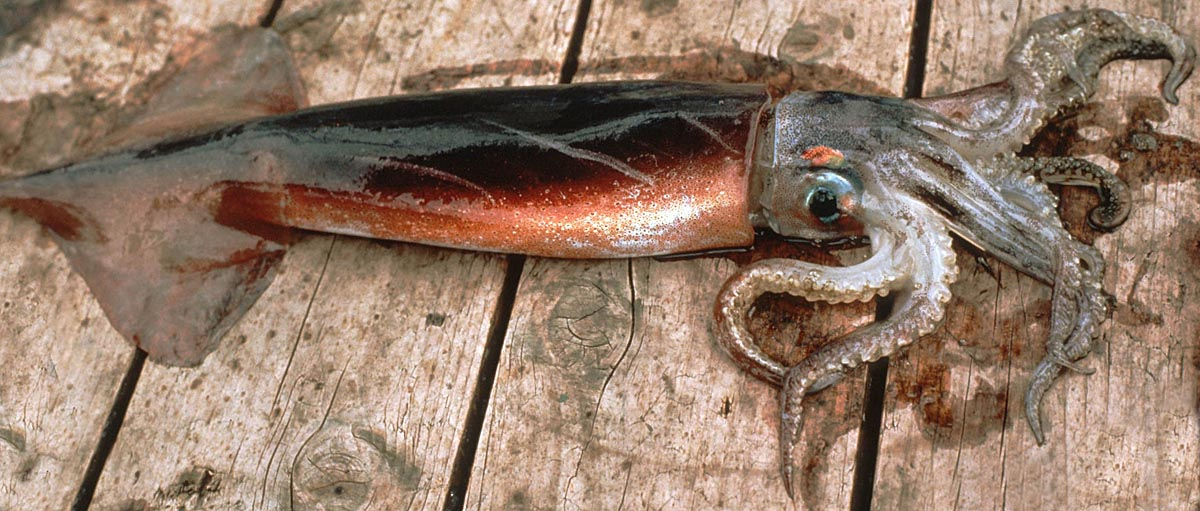
Martialia hyadesii

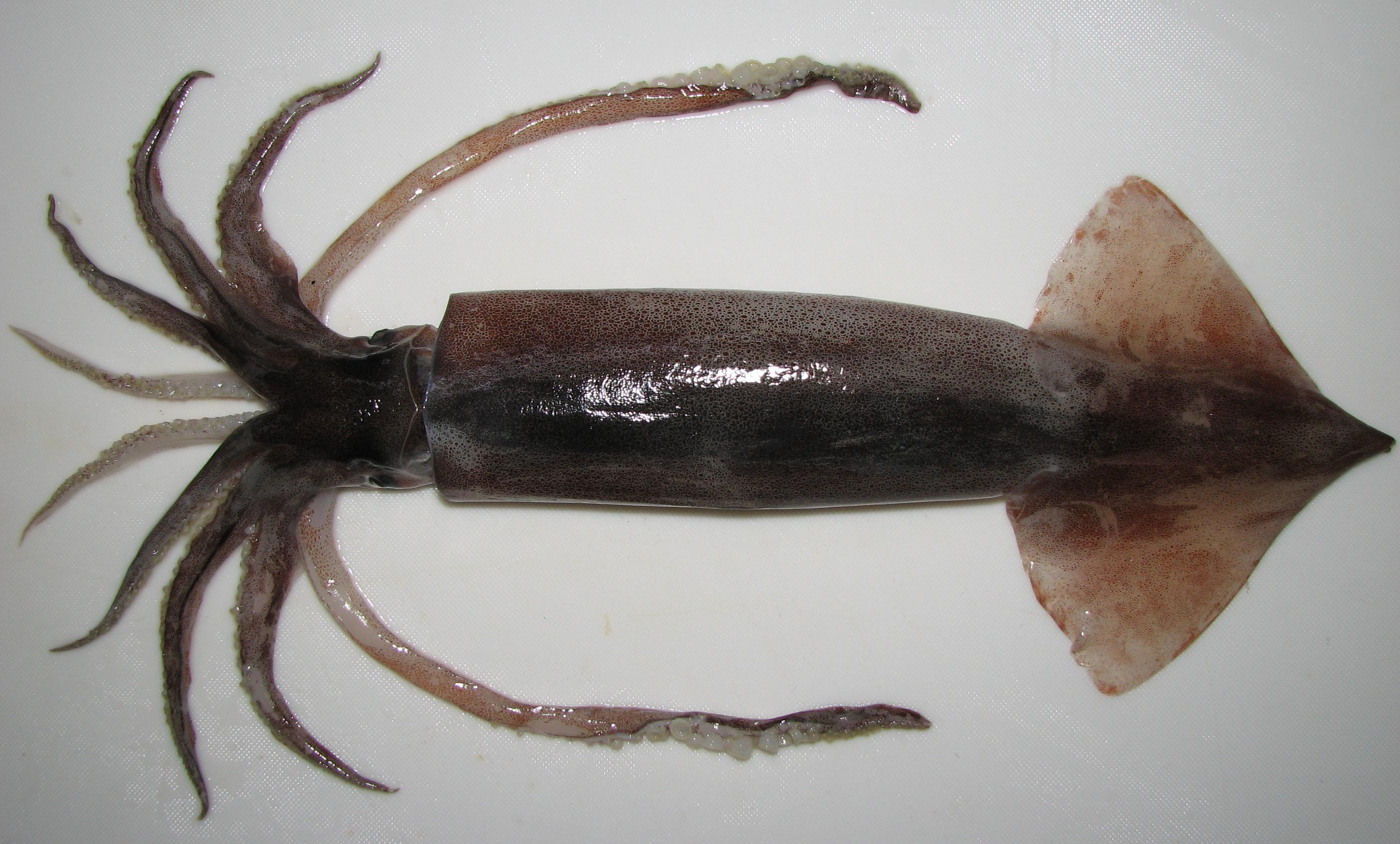
Todarodes pacificus

Aquesta família va ser establerta pel zoòleg danès Japetus Steenstrup el 1857. Està dividida en tres subfamílies, 11 gèneres i 25 espècies:
- Família Ommastrephidae

- Subfamília Illicinae

- Gèneres Illex

- Illex argentinus, Argentina
- Illex coindetii, aluda
- Illex illecebrosus,
- Illex oxygonius,

- Subfamília Ommastrephinae

- Gènere Dosidicus

- Dosidicus gigas,

- Gènere Eucleoteuthis

- Eucleoteuthis luminosa,

- Gènere Hyaloteuthis

- Hyaloteuthis pelagica,

- Gènere Ommastrephes

- Ommastrephes bartramii,

- Gènere Ornithoteuthis

- Ornithoteuthis antillarum, Atlàntic
- Ornithoteuthis volatilis,

- Gènere Sthenoteuthis

- Sthenoteuthis oualaniensis,
- Sthenoteuthis pteropus,

- Subfamília Todarodinae

- Gènere Martialia

- Martialia hyadesii,

- Gènere Nototodarus

- Nototodarus gouldi,
- Nototodarus hawaiiensis, Hawaià
- Nototodarus sloanii, Wellington

- Gènere Todarodes

- Todarodes angolensis, Angola
- Todarodes filippovae, Antàrtida
- Todarodes pacificus,

- Todarodes pacificus pacificus
- Todarodes pacificus pusillus

- Todarodes sagittatus, Europea

- Gènere Todaropsis

- Todaropsis eblanae,